# Aragoa cupressina
Aragoa cupressina là một loài thực vật có hoa trong họ Mã đề. Loài này được Kunth mô tả khoa học đầu tiên năm 1819.